# Zuazola
Zuazola (en euskera y oficialmente Zuhatzola) es una localidad del municipio de Barrundia, en la provincia de Álava, País Vasco (España).

## Despoblado
Forma parte de la localidad una fracción del despoblado de:
- Andosqueta.[2]

## Historia
Hacia mediados del siglo XIX, el lugar, ya por entonces perteneciente a Barrundia, tenía contabilizada una población de veintiséis habitantes. Aparece descrito en el decimosexto y último volumen del Diccionario geográfico-estadístico-histórico de España y sus posesiones de Ultramar de Pascual Madoz con las siguientes palabras:

ZUAZOLA: l. del ayunt. de Barrundia en la prov. de Alava, part. jud. de Vitoria (4 leg.), aud. terr. de Búrgos, dióc. de Calahorra, c. g. de las Provincias Vascongadas. sit. al S. de la sierra de San Adrian, con clima saludable: tiene 6 casas; igl. parr. (Sta. Maria) servida por un beneficiado de la de Aspuru, de la cual es aneja. El térm. confina N. Larrea y Aspuru; E. Narbaja; S. Heredia, y O. Elguea; comprendiendo algun monte con arbolado. El terreno es de regular calidad, y le cruza en parte uno de los brazos del r. Zadorra. Los caminos son locales. prod.: toda clase de cereales; cria ganado lanar, vacuno y mular, y mucha caza. pobl.: 5 vec., 26 alm. riqueza y contr. con el ayunt. (V. Barrundia).
(Madoz, 1850, p. 673)

## Demografía
| Gráfica de evolución demográfica de Zuazola entre 1556 y 1997                     |
|                                                                                   |
| Población de derecho, según los censos de población de la Enciclopedia Auñamendi. |

## Patrimonio
Hay en la localidad una iglesia de la Natividad de Nuestra Señora.